# Ronald Koeman
Ronald Koeman (pronunție în neerlandeză [ˈroʊ̯.nɑɫt ˈku.mɑn] ⓘ, n. 21 martie 1963, Zaandam, Olanda de Nord, Țările de Jos) este un fotbalist neerlandez retras din activitate, care a jucat pe post de fundaș sau libero la echipe ca Barcelona, Groningen și Ajax. Pe plan internațional, are prezențe la națională pentru Țările de Jos. După încheierea carierei, a devenit antrenor, și antrenează în prezent pe Echipa națională de fotbal a Țărilor de Jos.
În Olanda, Koeman a devenit campion de patru ori (cu Ajax în 1984/1985 și cu PSV în 1986/1987, 1987/1988 și 1988/1989). A câștigat Campionatul European din 1988 cu echipa de fotbal a Olandei și Cupa Europeană I atât în 1987/1988 (cu PSV), cât și în 1991/1992 (cu FC Barcelona). El a marcat 193 de goluri în 533 de meciuri din ligă, făcându-l cel mai mare fundaș din toate timpurile.
Ronald Koeman a fost antrenorul principal al Vitesse și al celor trei cluburi tradiționale de top Ajax, PSV și Feyenoord din Eredivisie olandeză, Benfica din Portugalia, Valencia în Primera Division spaniolă și Southampton și Everton în Premier League engleză. Din primăvara lui 2018 a fost selecționer național al naționalei Olandei. În august 2020, Koeman a fost numit antrenor principal al FC Barcelona, dar a fost demis pe 27 octombrie 2021. După Cupa Mondială din 2022, Koeman i-a succedat lui Louis van Gaal ca antrenor național al naționalei Olandei, unde a semnat un contract până la Cupa Mondială din 2026.
Koeman este fratele mai mic al lui Erwin Koeman și fiul lui Martin Koeman, ambii fiind activi și ca jucători de fotbal.

## Statistici
|               |               |               | Ligă    | Ligă    | Cupă         | Cupă         | Supercupă | Supercupă | Continental | Continental | Altele  | Altele | Total   | Total  |
| Sezon         | Club          | Divizia       | Meciuri | Goluri  | Meciuri      | Goluri       | Meciuri   | Goluri    | Meciuri     | Goluri      | Meciuri | Goluri | Meciuri | Goluri |
| Olanda        | Olanda        | Olanda        | Ligă    | Ligă    | KNVB Cup     | KNVB Cup     | Supercupă | Supercupă | Europa      | Europa      | Altele  | Altele | Total   | Total  |
| ------------- | ------------- | ------------- | ------- | ------- | ------------ | ------------ | --------- | --------- | ----------- | ----------- | ------- | ------ | ------- | ------ |
| 1980–81       | Groningen     | Eredivisie    | 24      | 4       | 3            | 2            | –         | –         | –           | –           | –       | –      | 27      | 6      |
| 1981–82       | Groningen     | Eredivisie    | 33      | 14      | 1            | 0            | –         | –         | –           | –           | –       | –      | 34      | 15     |
| 1982–83       | Groningen     | Eredivisie    | 33      | 14      | 4            | 0            | –         | –         | –           | –           | –       | –      | 37      | 14     |
| 1983–84       | Ajax          | Eredivisie    | 32      | 7       | 4            | 2            | –         | –         | 2           | 0           | –       | –      | 38      | 9      |
| 1984–85       | Ajax          | Eredivisie    | 30      | 9       | 2            | 1            | –         | –         | 4           | 3           | –       | –      | 36      | 13     |
| 1985–86       | Ajax          | Eredivisie    | 32      | 7       | 6            | 1            | –         | –         | 2           | 0           | –       | –      | 40      | 8      |
| 1986–87       | PSV           | Eredivisie    | 34      | 16      | 3            | 3            | –         | –         | 2           | 0           | –       | –      | 39      | 19     |
| 1987–88       | PSV           | Eredivisie    | 32      | 21      | 6            | 4            | –         | –         | 8           | 1           | –       | –      | 46      | 26     |
| 1988–89       | PSV           | Eredivisie    | 32      | 14      | 6            | 1            | –         | –         | 4           | 2           | 3       | 1      | 45      | 18     |
| Spania        | Spania        | Spania        | La Liga | La Liga | Copa del Rey | Copa del Rey | Supercopa | Supercopa | Europe      | Europe      | Altele  | Altele | Total   | Total  |
| 1989–90       | FC Barcelona  | La Liga       | 36      | 14      | 7            | 4            | –         | –         | 4           | 1           | 1       | 0      | 48      | 19     |
| 1990–91       | FC Barcelona  | La Liga       | 21      | 6       | 4            | 2            | 0         | 0         | 7           | 4           | –       | –      | 32      | 12     |
| 1991–92       | FC Barcelona  | La Liga       | 35      | 16      | 2            | 0            | 1         | 0         | 11          | 1           | –       | –      | 49      | 17     |
| 1992–93       | FC Barcelona  | La Liga       | 33      | 11      | 3            | 0            | 1         | 0         | 3           | 0           | 3       | 0      | 43      | 11     |
| 1993–94       | FC Barcelona  | La Liga       | 35      | 11      | 2            | 0            | 1         | 0         | 12          | 8           | –       | –      | 50      | 19     |
| 1994–95       | FC Barcelona  | La Liga       | 32      | 9       | 1            | 0            | 1         | 0         | 8           | 1           | –       | –      | 42      | 10     |
| Olanda        | Olanda        | Olanda        | Ligă    | Ligă    | KNVB Cup     | KNVB Cup     | Supercupă | Supercupă | Europa      | Europa      | Altele  | Altele | Total   | Total  |
| 1995–96       | Feyenoord     | Eredivisie    | 31      | 10      | 3            | 1            | 1         | 0         | 7           | 3           | –       | –      | 42      | 14     |
| 1996–97       | Feyenoord     | Eredivisie    | 30      | 9       | 2            | 0            | –         | –         | 5           | 0           | –       | –      | 37      | 9      |
| Total         | Olanda        | Olanda        | 343     | 126     | 40           | 15           | 1         | 0         | 34          | 9           | 3       | 1      | 421     | 151    |
| Total         | Spania        | Spania        | 192     | 67      | 19           | 6            | 4         | 0         | 45          | 15          | 4       | 0      | 264     | 88     |
| Total carieră | Total carieră | Total carieră | 535     | 193     | 59           | 21           | 5         | 0         | 79          | 24          | 7       | 1      | 685     | 239    |

| Țările de Jos | Țările de Jos | Țările de Jos |
| An            | Meciuri       | Goluri        |
| ------------- | ------------- | ------------- |
| 1983          | 6             | 1             |
| 1984          | 1             | 0             |
| 1985          | 1             | 0             |
| 1986          | 6             | 0             |
| 1987          | 7             | 2             |
| 1988          | 10            | 1             |
| 1989          | 8             | 3             |
| 1990          | 9             | 3             |
| 1991          | 4             | 0             |
| 1992          | 12            | 0             |
| 1993          | 5             | 2             |
| 1994          | 9             | 2             |
| Total         | 78            | 14            |

## Goluri internaționale
| Ronald Koeman – goluri pentru Olanda | Ronald Koeman – goluri pentru Olanda | Ronald Koeman – goluri pentru Olanda        | Ronald Koeman – goluri pentru Olanda | Ronald Koeman – goluri pentru Olanda | Ronald Koeman – goluri pentru Olanda | Ronald Koeman – goluri pentru Olanda                   |
| #                                    | Data                                 | Stadion                                     | Oponent                              | Scor                                 | Rezultat                             | Competiția                                             |
| ------------------------------------ | ------------------------------------ | ------------------------------------------- | ------------------------------------ | ------------------------------------ | ------------------------------------ | ------------------------------------------------------ |
| 1                                    | 7 septembrie 1983                    | Oosterpark Stadion, Groningen, Olanda       | Islanda                              | 1–0                                  | 3–0                                  | Preliminariile Campionatului European de Fotbal 1984   |
| 2                                    | 9 decembrie 1987                     | Stadion De Meer, Amsterdam, Olanda          | Cipru                                | 3–0                                  | 4–0                                  | Preliminariile Campionatului European de Fotbal 1988   |
| 3                                    | 16 decembrie 1987                    | Diagoras Stadium, Rhodes, Grecia            | Grecia                               | 0–1                                  | 0–3                                  | Preliminariile Campionatului European de Fotbal 1988   |
| 4                                    | 21 iunie 1988                        | Volksparkstadion, Hamburg, Germania de Vest | Germania de Vest                     | 1–1                                  | 1–2                                  | Euro 1988                                              |
| 5                                    | 22 martie 1989                       | Philips Stadion, Eindhoven, Olanda          | Uniunea Sovietică                    | 2–0                                  | 2–0                                  | Meci amical                                            |
| 6                                    | 6 septembrie 1989                    | Olympisch Stadion, Amsterdam, Olanda        | Danemarca                            | 1–0                                  | 2–2                                  | Meci amical                                            |
| 7                                    | 15 noiembrie 1989                    | De Kuip, Rotterdam, Olanda                  | Finlanda                             | 3–0                                  | 3–0                                  | Calificările pentru Campionatul Mondial de Fotbal 1990 |
| 8                                    | 28 martie 1990                       | Republican Stadium, Kiev, Ucraina           | Uniunea Sovietică                    | 1–1                                  | 2–1                                  | Meci amical                                            |
| 9                                    | 30 mai 1990                          | Praterstadion, Viena, Austria               | Austria                              | 3–1                                  | 3–2                                  | Meci amical                                            |
| 10                                   | 24 iunie 1990                        | San Siro, Milan, Italia                     | Germania de Vest                     | 2–1                                  | 2–1                                  | Calificările pentru Campionatul Mondial de Fotbal 1990 |
| 11                                   | 22 septembrie 1993                   | Stadio Renato Dall'Ara, Bologna, Italia     | San Marino                           | 0–7                                  | 0–7                                  | Calificările pentru Campionatul Mondial de Fotbal 1994 |
| 12                                   | 13 octombrie 1993                    | De Kuip, Rotterdam, Olanda                  | Anglia                               | 1–0                                  | 2–0                                  | 1994 World Cup qual.                                   |
| 13                                   | 19 ianuarie 1994                     | Stade Olympique El Menzah, Tunis, Tunisia   | Tunisia                              | 2–2                                  | 2–2                                  | Meci amical                                            |
| 14                                   | 1 iunie 1994                         | Philips Stadion, Eindhoven, Olanda          | Ungaria                              | 3–1                                  | 7–1                                  | Meci amical                                            |

## Antrenorat
La 22 octombrie 2017.
| Echipa      | Început          | Sfârșit           | Rezultat | Rezultat | Rezultat | Rezultat | Rezultat | Rezultat | Rezultat | Rezultat   |
| Echipa      | Început          | Sfârșit           | M        | V        | R        | Î        | GM       | GP       | +/-      | Victorii % |
| ----------- | ---------------- | ----------------- | -------- | -------- | -------- | -------- | -------- | -------- | -------- | ---------- |
| Vitesse     | 1 ianuarie 2000  | 2 decembrie 2001  | 79       | 40       | 23       | 16       | 132      | 77       | +55      | 50,63      |
| Ajax        | 3 decembrie 2001 | 25 februarie 2005 | 151      | 94       | 30       | 27       | 320      | 147      | +173     | 62,25      |
| Benfica     | 8 iunie 2005     | 8 mai 2006        | 49       | 27       | 11       | 11       | 64       | 38       | +26      | 55,1       |
| PSV         | 1 iulie 2006     | 31 octombrie 2007 | 63       | 39       | 11       | 13       | 121      | 51       | +70      | 61,9       |
| Valencia    | 5 noiembrie 2007 | 21 aprilie 2008   | 34       | 11       | 9        | 14       | 38       | 47       | −9       | 32,35      |
| AZ          | 18 mai 2009      | 5 decembrie 2009  | 24       | 11       | 4        | 9        | 44       | 30       | +14      | 45,83      |
| Feyenoord   | 21 iulie 2011    | 31 mai 2014       | 114      | 65       | 22       | 27       | 229      | 133      | +96      | 57,02      |
| Southampton | 16 iunie 2014    | 14 iunie 2016     | 91       | 44       | 17       | 30       | 140      | 93       | +47      | 48,35      |
| Everton     | 14 iunie 2016    | 23 octombrie 2017 | 58       | 24       | 14       | 20       | 85       | 74       | +11      | 41,38      |
| Total       | Total            | Total             | 663      | 356      | 140      | 167      | 1.173    | 690      | +483     | 53,7       |

## Palmares
| Jucător Ajax - Eredivisie: 1984–85 - KNVB Cup: 1985–86 PSV Eindhoven - Eredivisie (3): 1986–87, 1987–88, 1988–89 - KNVB Cup (2): 1987–88, 1988–89 - Cupa Campionilor Europeni: 1987–88 Barcelona - Copa del Rey: 1989–90 - La Liga (4): 1990–91, 1991–92, 1992–93, 1993–94 - Cupa Campionilor Europeni: 1991–92 - Supercopa de España (3): 1991, 1992, 1994 - Supercupa Europei: 1992 Olanda - Campionatul European de Fotbal: 1988 - Nasazzi's Baton: 1985 Individual - Fotbalistul olandez al anului (2): 1987, 1988 | Antrenor Ajax - Eredivisie (2): 2001–02, 2003–04 - KNVB Cup: 2001–02 - Johan Cruijff Shield: 2002 Benfica - Supertaça Cândido de Oliveira: 2005 PSV - Eredivisie: 2006–07 Valencia - Copa del Rey: 2007–08 AZ Alkmaar - Johan Cruijff Shield: 2009 |